# Cuore matto
Cuore matto è un brano musicale composto da Armando Ambrosino e Totò Savio, presentato al Festival di Sanremo 1967 cantata in coppia da Little Tony e Mario Zelinotti.

## Descrizione
Il brano è stato pubblicato in due singoli: quello di Little Tony, dal titolo Cuore matto/Gente che mi parla di te che raggiunge la prima posizione per nove settimane e quello di Mario Zelinotti, dal nome Cuore matto/Lungo la mia strada che ne incide anche una versione in tedesco dal titolo Ohne liebe con testo di Rudolf Gunter Loose, il retro di questo 45 giri è Ich geh' durch die strassen (durium, HT 300099 B).
Insieme con L'immensità è il brano che ha ottenuto maggior successo di vendite tra quelli partecipanti al Festival di Sanremo 1967.
Di Cuore matto fu fatto anche un "Musicarello" dal titolo Cuore matto... matto da legare con lo stesso Little Tony e Ferruccio Amendola
Nel 2013 Edizioni Master ne pubblica la ristampa nella raccolta L'enciclopedia de I migliori anni, abbinata all'omonima trasmissione.
Nel 2020 Piero Pelù canta Cuore matto nella serata del Festival di Sanremo dedicata alle cover; il cantante fiorentino inserisce poi il brano nell'album Pugili fragili (Sony Music, 19439723161).

## Tracce

### Versione di Little Tony
Lato A
1. Cuore matto

Lato B
1. Gente che mi parla di te

### Versione di Mario Zelinotti
Lato A
1. Cuore matto
2. Lungo la mia strada

Lato B
1. Così te ne vai
2. Tanti auguri

## Classifiche
| Classifica (1967) | Posizione massima |
| ----------------- | ----------------- |
| Hit Parade Italia | 1                 |

## Cover
Nel 1967 il gruppo Los Catinos incide la versione in spagnolo dal titolo Corazón loco (Belter, 51.762), inserita nella raccolta Singles Collection del 1999 (Graffiti, 32-785).